# 그리운 금강산
〈그리운 금강산〉은 한상억이 작사하고 최영섭이 작곡한 한국의 가곡이다. 1962년 초연된 칸타타 〈아름다운 내강산〉(한상억 시, 최영섭 작곡) 11곡 중에 포함되었다.
작곡 당시 한상억은 은행원이자 시인이었고, 최영섭은 음악교사였는데, 고향이 강화도로 같은 두 사람은 가까운 사이였다. KBS(당시 중앙방송)에서는 〈이주일의 코너〉에서 매주마다 창작곡을 선보였는데, 1961년에는 한국 전쟁 11주년으로 조국강산을 주제로 한 곡을 이들에 의뢰하였다. 〈그리운 금강산〉은 중국과 구 소련의 교포들에게 감동을 줄 수 있는 노래로서 한상억의 시에 최영섭이 곡을 붙였다. 가사는 금강산의 절경과 분단으로 인하여 가지 못하는 심경을 표현하고 있다.

## 국민 가곡
1972년 남북적십자회담이 진행되자 남북화해 분위기 속에 전파를 많이 타서 국민적인 가곡이 되었다. 1985년 남북이산가족 고향 방문 예술단 교환 공연에서도 불렸는데, 북한의 전 관중이 일어나 박수를 보냈다. 그러나, 가사의 내용 중에는 '더럽힌 지 몇 해', '우리 다 맺힌 원한', '더럽힌 자리', '발 아래 산해만리 보이지 마라, 우리 다 맺힌 원한 풀릴 때까지'라는 북한 정권에 대한 적대적인 감정을 드러내고 있어 민족 화합을 조성하는 데 적합하지 않다는 지적이 있었고, 북한에서는 금지곡으로 지정되기도 했다. 이후 가사를 바꾸어 '더립힌 지 몇 해'를 '못 가본 지 몇 해'로, '우리 다 맺힌 원한'을 '우리 다 맺힌 슬픔', '더럽힌 자리'가 '예대로인가'로 부르고 있다.

## 세계적 인지도
그리운 금강산은 국내외의 유명한 성악가 50여 명의 음반에 담겨져 있다. 플라시도 도밍고, 루치아노 파바로티, 홍혜경이 함께 부른 음반에도 포함되어 있으며, 안젤라 게오르기우의 'My World'에도 수록되어 있으며, 미샤 마이스키의 첼로 독주곡에도 들어 있다.
한편, 스위스 취리히 톤할레 관현악단 내한 공연시 앙코르 곡으로 연주한 적도 있었다.